# Village médiéval déserté
 (août 2018).

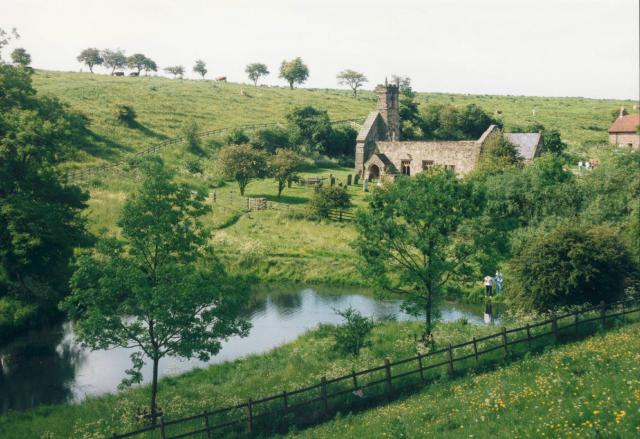
Le village médiéval déserté de Wharram Percy, en Angleterre.

Un village médiéval déserté est un village abandonné au Moyen Âge. En France, plusieurs villages ont été sondés partiellement ou entièrement et par des chercheurs de multiples disciplines.

## Contexte historique
Au début du XIVe siècle, la démographie et l'économie européennes marquent un coup d'arrêt, après plusieurs siècles de développement. À partir du milieu de ce siècle, plusieurs grandes catastrophes précipitent une grande partie du continent dans une crise qui dure plusieurs décennies. 
En 1337, la guerre de Cent Ans éclate entre les royaumes de France et d'Angleterre, mais cette guerre rejaillit également sur les contrées voisines, comme la Provence ou certaines régions du Saint-Empire, lorsque les bandes de mercenaires se trouvent sans emploi en temps de paix dans les pays belligérants. 
En 1348, la première grande épidémie de peste noire se déclare, et parcourt toute l'Europe. S'ensuivent ensuite d'autres épidémies de peste ou de maladies qui lui sont assimilées. La population s'effondre. Dans la région d'Aix-en-Provence, certaines localités voient leur population diminuer de plus de 70 %. 
C'est dans ce contexte que certains villages de campagne sont abandonnés par les derniers habitants, qui se réfugient dans des villes ou des villages plus importants, souvent dotés de remparts pour assurer leur protection. Un phénomène de forte déprise agricole apparaît au même moment. 
Cette crise de la fin du Moyen Âge, la plus grave survenue depuis la chute de l'Empire romain d'Occident, prend fin dans le courant du XVe siècle. Mais certains villages ne sont réoccupés que tardivement, voire jamais.

## Une réalité européenne
Les fouilles les plus anciennes de villages désertés ont été effectuées en Allemagne, dans le Harz, avec les recherches pionnières de Paul Grimm à Hohenrode, de 1935 à 1937. Quant à l'interprétation des villages désertés, ou Wüstungen, après avoir été très fortement marquée par Wilhelm Abel dès 1943, elle a été profondément renouvelée par Walter Janssen en 1975.
En Angleterre, le plus célèbre des deserted mediæval villages est Wharram Percy, étudié de 1950 à 1990.

## Les sites en France
- Avesgres (Ardennes)
- Village médiéval déserté de Dracy-lès-Vitteaux (Côte-d'Ôr)
- Bairon (Ardennes) et Pont-à-Bar qui furent ravagés et abandonnés en 1359, puis réoccupés au XVe siècle
- Espinasse de Collandres (Cantal)
- Germigny-Pend-la-Pie (Ardennes)
- Gerson (Ardennes)
- Jeoffrécourt
- Ligny-le-Châtel (Yonne)
- Melrand, où les ruines ont été réutilisées pour la ferme pédagogique du village de l'an Mil (Morbihan)
- Nepellier (Ardennes)
- Ropidera (Pyrénées-Orientales)
- Village médiéval déserté de Rougiers (Var)
- Village médiéval déserté de Montchauvet Commune de Saugues (Haute-Loire)
- Vilarnau (Pyrénées-Orientales)
- Village de « Bordes Gaudot » Commune de Saint-Martin-du-Mont (Côte d'Or)
- Warigny (Ardennes)

## Chercheurs
- Jean-Marie Pesez (1929-1998), archéologue et historien de la civilisation rurale, de la culture matérielle médiévale et préindustrielle.
- Jean-Michel Poisson (1949-), Maître de Conférence à l'École des Hautes Études en Sciences Sociales (antenne de Lyon).
- Gabrielle Démians d'Archimbaud, Professeur émérite à l'Université de Provence, Département Archéologie et Histoire de l'Art, Laboratoire d'Archéologie Médiévale Méditerranéenne (UMR 6572 - CNRS).